# Freyastera digitata
Freyastera digitata is een zesarmige zeester uit de familie Freyellidae.
De wetenschappelijke naam van de soort werd in 2006 gepubliceerd door Donald George McKnight.